# Phrudophleps viridis
Phrudophleps viridis là một loài bướm đêm trong họ Geometridae.